# Week-end à Paris
Pour les articles homonymes, voir Week-end (homonymie) et Paris (homonymie).
Week-end à Paris (Innocents in Paris) est un film britannique réalisé par Gordon Parry, et sorti en 1953.

## Synopsis
Un groupe de personnages, absolument étrangers les uns aux autres, quittent Londres par avion pour passer le week-end à Paris. Nous suivrons les aventures et les tribulations de chacun des passagers de l'avion à son arrivée sur le sol français.

## Fiche technique
- Réalisation : Gordon Parry
- Scénario : Anatole de Grunwald
- Adaptation :
- Dialogues :
- Direction artistique : Thomas Goswell
- Assistants réalisateur : Jack Causey, Pierre Rouve
- Musique : Joseph Kosma
- Images : Gordon Lang
- Opérateurs : Robert Walker, Pierre Petit, pour la seconde équipe
- Montage : Geoffrey Foot, assisté de Ann Chegwidden
- Décors : Georges Wakhévitch, assisté de Kenneth Mc Callum-Tait
- Maquillage : Ernest Gasser
- Coiffures : Ida Muts
- Son : John W. Mitchell
- Script-girl : Rita Davison
- Location manager : Claude Ganz
- Conductor : Muir Mathieson
- Dress supervisor : Ann Wemyss
- Pellicule 35 mm, noir et blanc
- Production : Romulus, Anatole de Grunwald Production (Grande-Bretagne)
- Directeur de production : William Kirby
- Secrétaire de production : James H. Ware
- Durée : 103 minutes
- Genre : Comédie, Film d'aventure
- Dates de sortie : 
  -  Royaume-Uni : 22 juillet 1953
  -  France : 12 mars 1954[1]

## Distribution
- Alastair Sim : Sir Norman Baker
- Ronald Shiner : Dicky Bird, la "grosse caisse"
- Claire Bloom : Susan Robbins
- Margaret Rutherford : Gladys Inglott
- Claude Dauphin : Max de Lonne
- Jimmy Edwards : le capitaine George Stilton
- James Copeland : Andy Mac Grégor "L'Écossais"
- Gaby Bruyère : Josette, la mère de famille
- Monique Gérard : Raymonde
- Peter Illing : Panitov
- Colin Gordon : A customs officer
- Kenneth Kove : Bickerstaff
- Frank Muir : A hearty man
- Philip Stainton : Nobby Clarke
- Peter Jones : Langton
- Stringer Davis : Arbuthnot
- Richard Wattis : le secrétaire de Sir Norman Baker
- Albert Dinan : le gardien du musée
- Jean Richard : un peintre
- Maurice Baquet : l'apprenti joueur de croquet
- Georgette Anys : la femme de Célestin, le taxi
- Grégoire Aslan : le marchand de tapis
- Jean-Marie Amato : le serveur
- Reginald Beckwith : le photographe
- Max Dalban : le boucher
- Albert Goddard : le sergent major
- Laurence Harvey : François
- Miles Joyce : Steve Wheeler
- Mara Lane : Gloria Delaney
- Christopher Lee : le lieutenant Withlock
- Jean Sylvain : Lucien
- Kenneth Williams : le décorateur de vitrines à l'aéroport de Londres
- Paul Demange : le garçon de café
- Emile Genevois : l'employé descendant de la carriole
- Louis de Funès : Célestin, le chauffeur de taxi
- Albert Michel : un agent de la circulation
- Joan Winmill-Brown
- Toke Townley : un porteur à l'aéroport
- Hamilton Keene
- Georges Kobakhidze
- Walter Horsbrugh
- Douglas Ives : un douanier
- Vera Grech
- Dita Hands
- Charles Deschamps
- Guy de Monceau
- Evanghelou
- Marcelle Fery
- Joan Benham
- Joseph Bimstone
- Alain Bouvette
- John Brooking
- Jacques Ciron
- Nicole Regnault
- Lynn Craig
- Solange Bary
- Polycarpe Pavloff
- Irène de Strozzi
- Ludmilla Lopato
- Andréas Malandrinos
- Sophie Mallet
- Yannick Malloire
- Joyce Marlowe
- Jack May
- Moreau
- André Numès Fils
- André Philip
- Vladimir Poliakov
- Roger Rafal
- Peter Rendall ou Rendalen
- Ivan Samson
- Frédérick Schrecker
- John Serret
- Bill Shine : un douanier
- Vladimir Slastcheff
- Robert Rollis : à confirmer ?
- La fanfare de la Marin Royale de Plymouth
- Les danseuses de Cancan du Moulin Rouge